# Piła Kalina
Piła Kalina – przystanek osobowy, leżący na linii kolejowej nr 354 Poznań POD - Piła Główna, położony w granicach Piły, w dzielnicy Kalina, ok. 6,5 km na południowy wschód od centrum.
Przystanek powstał równocześnie z budową obecnej linii nr 354, w 1879. Pierwotnie nosił nazwę Motylewobrück, po 1906 zmienioną, podobnie jak nazwa całej miejscowości, na Königsblick. Popularne wśród ówczesnych mieszkańców Piły były pociągi do Kaliny, która miała charakter miejscowości wypoczynkowej. W latach 1920–1939 linia Piła-Poznań między Kaliną a Dziembówkiem była przedzielona przez granicę polsko-niemiecką, która przebiegała kilkaset metrów od przystanku. Jako że nie było tu przejścia granicznego, Kalina stała się końcową stacją dla pociągów z Piły. W związku z tym: rozebrano drugi tor na odcinku z Piły do Kaliny, a na odcinku z Kaliny do Dziembówka rozebrano linię w całości, przystanek kolejowy został przekształcony w stację, zachowano na odcinku stacyjnym drugi tor, wybudowano rozjazdy oraz parterowy budynek stacyjny z kasą i poczekalnią. Po II wojnie światowej Kalina ponowne stała się przystankiem: rozebrano rozjazdy, zamknięto kasę, wybudowano drugi peron przy drugim torze (200 m w kierunku Dziembówka), gdzie ustawiono blaszaną wiatę przystankową. Zdewastowany przez złomiarzy budynek stacyjny oraz budynek toalet został rozebrany w maju 2005, mimo planów wpisania go do rejestru zabytków. Podobny los spotkał wiatę na drugim peronie.

## Ruch pasażerski
| Rok  | Wymiana pasażerska na dobę |
| ---- | -------------------------- |
| 2017 | 0-9                        |
| 2022 | 0-9                        |

W latach 2018–19 przystanek został zmodernizowany w ramach rewitalizacji linii kolejowej z Piły do Poznania.

## Galeria

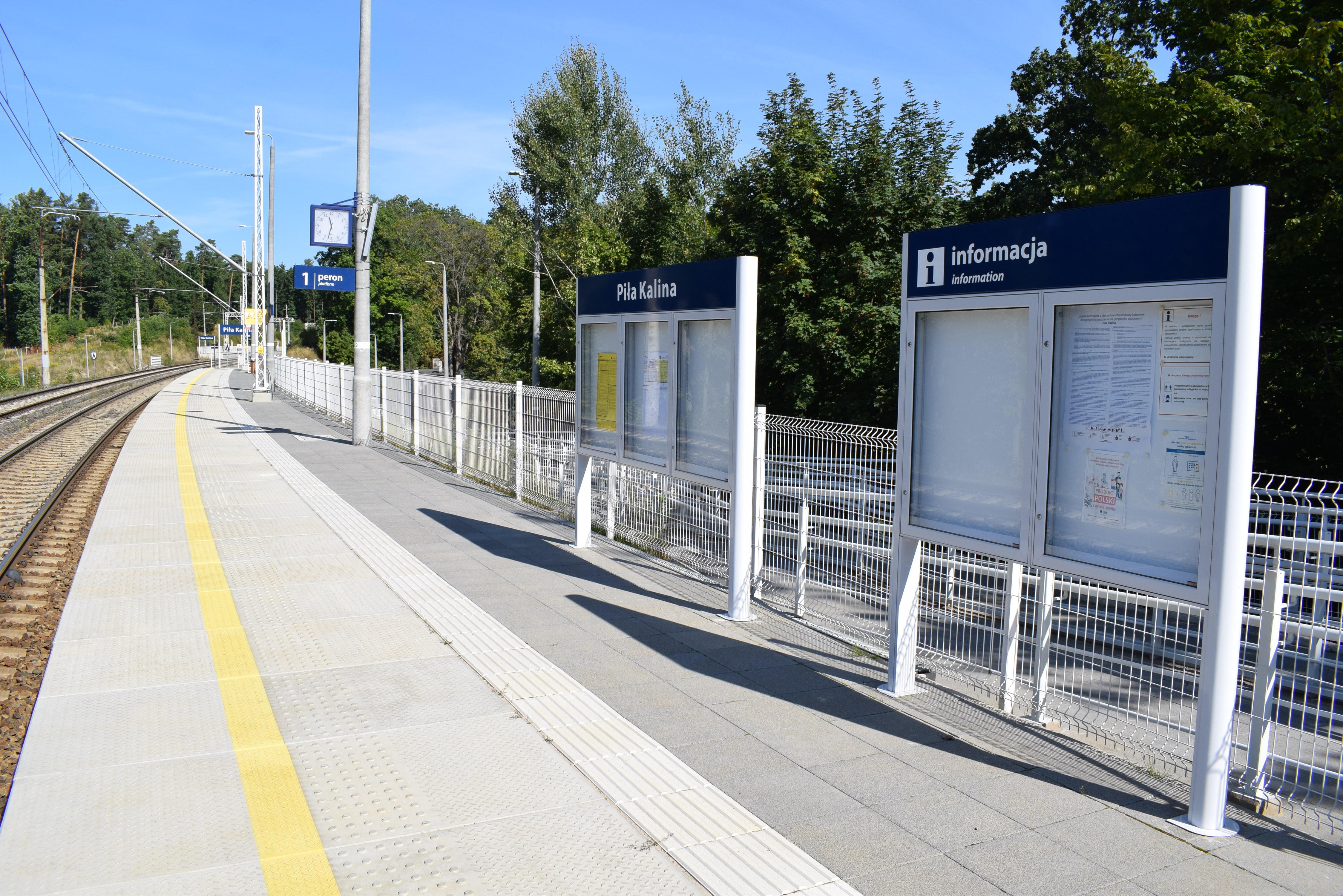
Peron 1
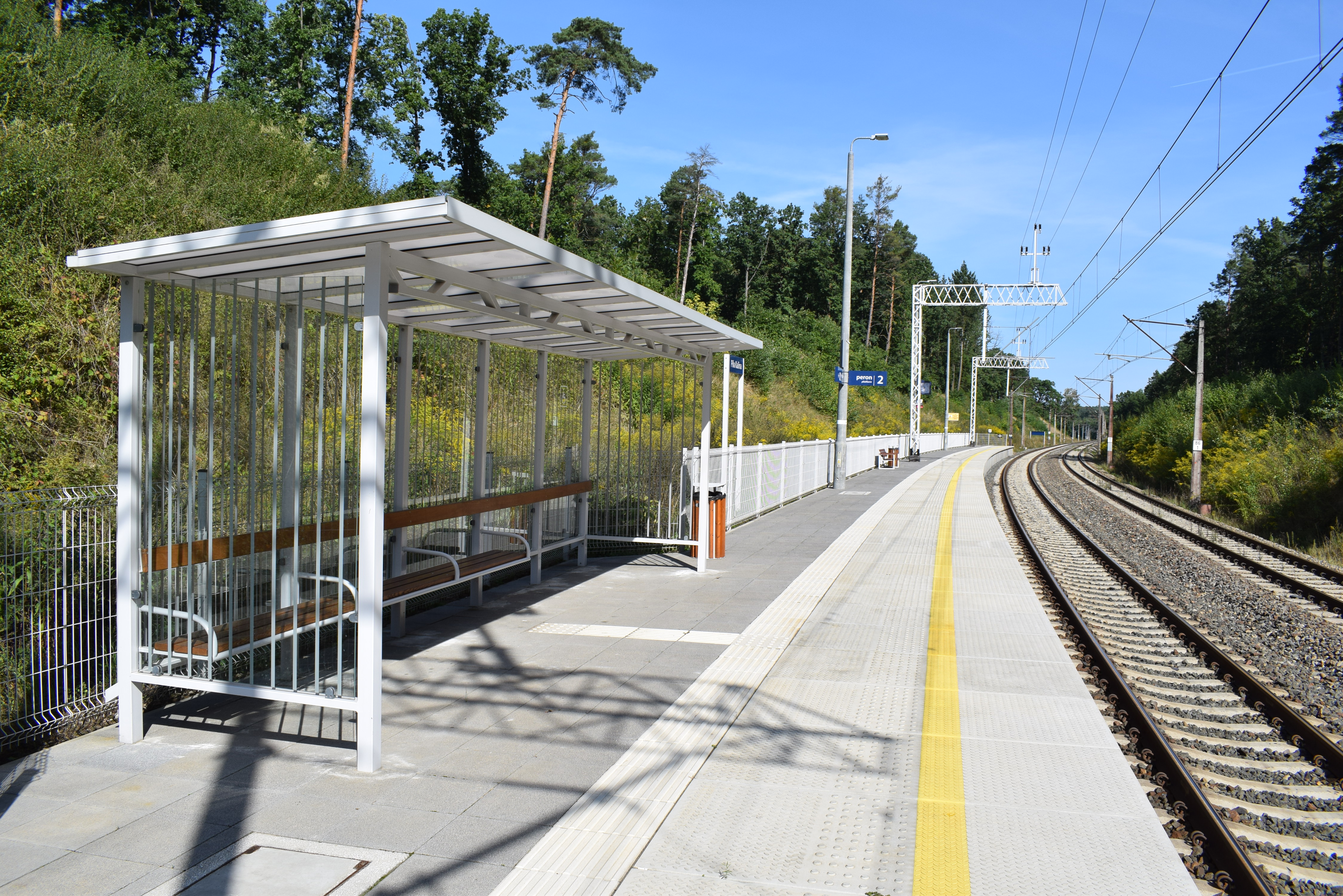
Peron dla pociągów jadących w stronę Poznania
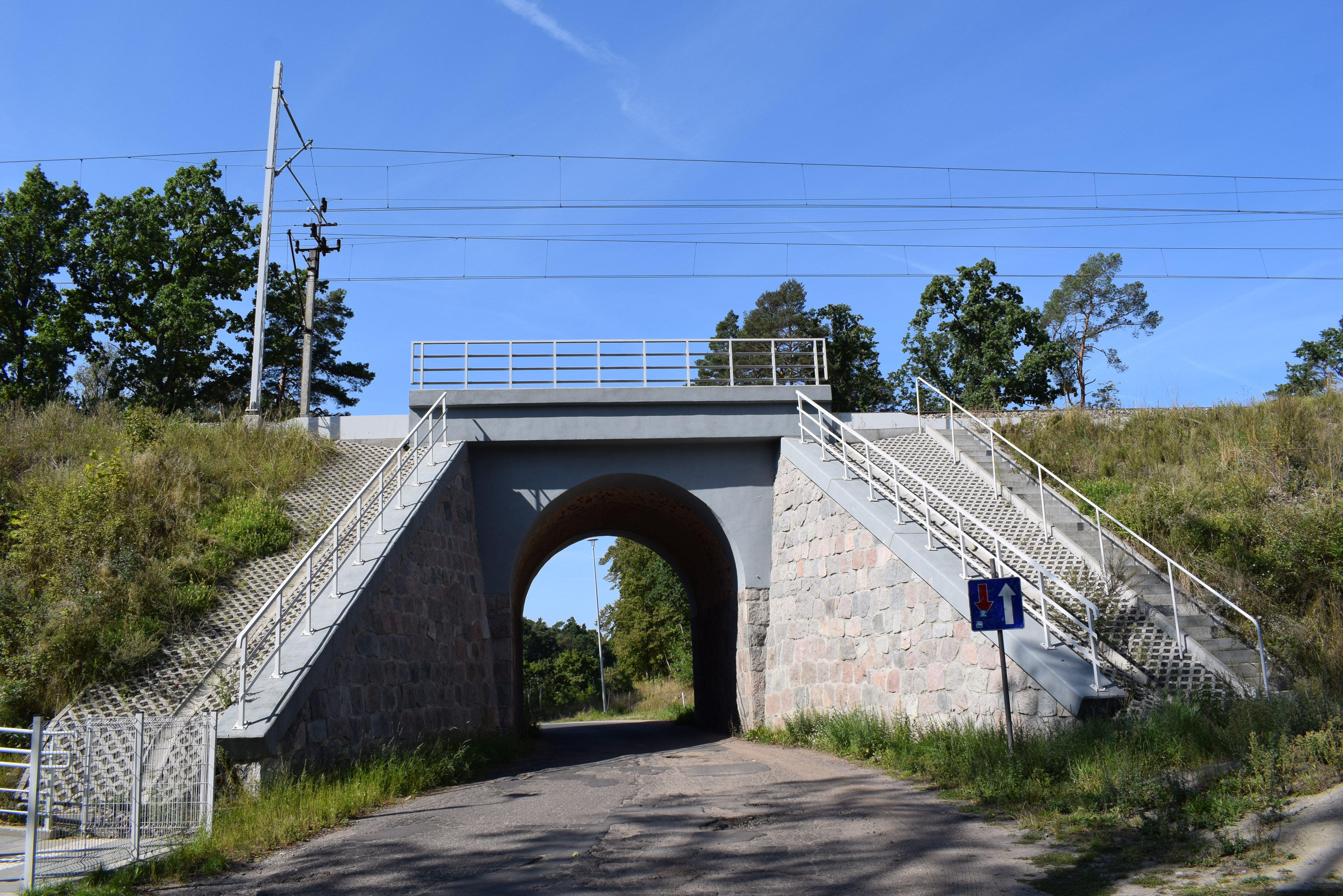
Wiadukt
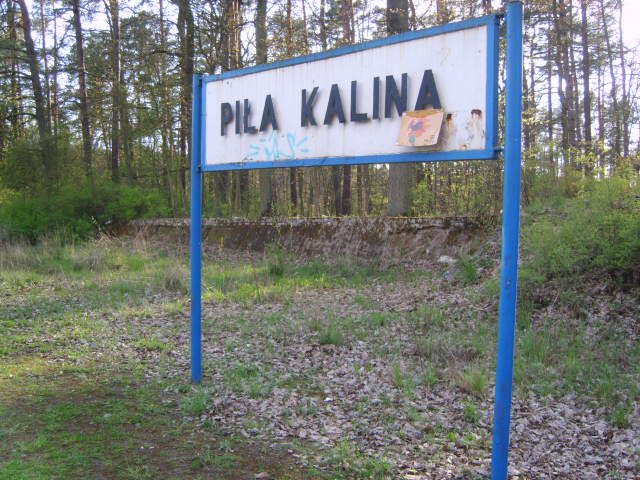
Tablica przystankowa, tuż za nią pozostałości po budynku stacyjnym (2008 rok)

| Piła Kalina                                           |  |                                  |
| Linia 354 Poznań Główny POD – Piła Główna (85,802 km) |  |                                  |
| Dziembówkoodległość: 3,704 km                         |  | Piła Leszków odległość: 2,778 km |